# Drayson Racing

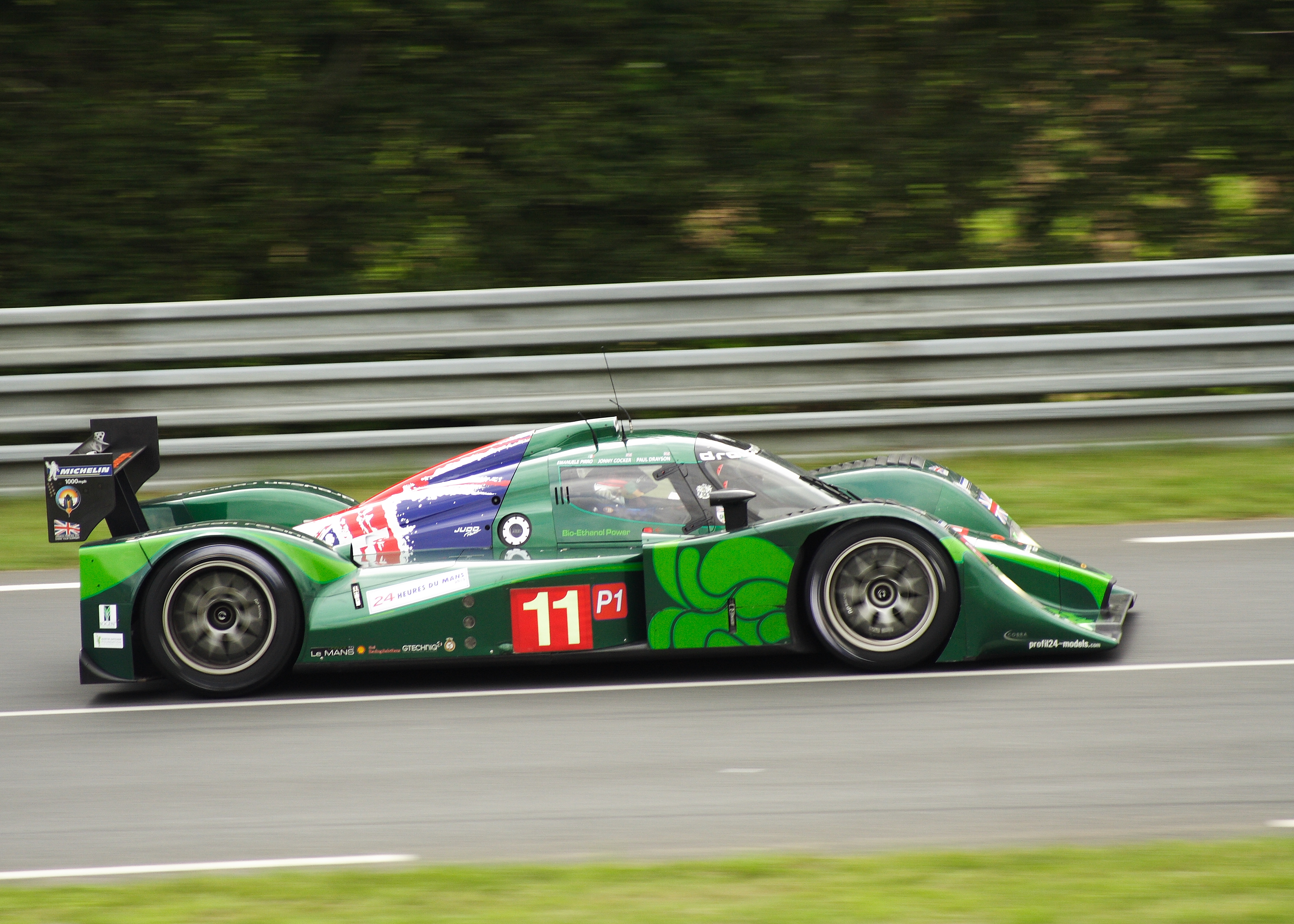
Drayson Racing Lola B09/60 en Las 24 Horas de Le Mans de 2010

Drayson Racing es una escudería de automovilismo británica fundada por Paul Drayson que lleva varios años investigando y desarrollando tecnología para motores eléctricos y ha participado en varias ocasiones en pruebas de resistencia como la American Le Mans Series, Asian Le Mans Series, y Las 24 Horas de Le Mans.